# Seznam dílů seriálu Krok za krokem
Toto je seznam dílů seriálu Krok za krokem. Americkou situační komedii Krok za krokem vysílala televizní stanice ABC od roku 1991. Poslední, 7. řadu odvysílala v letech 1997–1998 televize CBS. V Česku seriál premiérově uvedla Česká televize.

## Přehled řad
| Řada | Díly | Premiéra v USA | Premiéra v USA  | Premiéra v ČR      | Premiéra v ČR   | Stanice v USA |
| Řada | Díly | První díl      | Poslední díl    | První díl          | Poslední díl    | Stanice v USA |
| ---- | ---- | -------------- | --------------- | ------------------ | --------------- | ------------- |
| 1    | 22   | 20. září 1991  | 24. dubna 1992  | 17. dubna 1993     | 11. září 1993   | ABC           |
| 2    | 24   | 18. září 1992  | 21. května 1993 | 20. listopadu 1994 | 7. května 1995  | ABC           |
| 3    | 23   | 24. září 1993  | 20. května 1994 | 29. října 1995     | 31. března 1996 | ABC           |
| 4    | 24   | 23. září 1994  | 19. května 1995 | 6. dubna 1997      | 21. září 1997   | ABC           |
| 5    | 24   | 22. září 1995  | 17. května 1996 | 7. května 1998     | 16. října 1998  | ABC           |
| 6    | 24   | 7. března 1997 | 15. srpna 1997  | 23. října 1998     | 16. dubna 1999  | ABC           |
| 7    | 19   | 19. září 1997  | 26. června 1998 | 23. dubna 1999     | 27. srpna 1999  | CBS           |

## Díly

### První řada (1991–1992)
| Č. v seriálu | Č. v řadě | Původní název        | Český název      | Režie           | Scénář                                                      | Premiéra v USA     | Premiéra v ČR     | Produkční kód |
| ------------ | --------- | -------------------- | ---------------- | --------------- | ----------------------------------------------------------- | ------------------ | ----------------- | ------------- |
| 1            | 1         | Pilot                | Seznamování      | Richard Correll | William Bickley a Michael Warren                            | 20. září 1991      | 17. dubna 1993    | 475049        |
| 2            | 2         | The Dance            | Večírek          | Richard Correll | John B. Collins                                             | 27. září 1991      | 24. dubna 1993    | 447004        |
| 3            | 3         | Rules of the House   | Domácí řád       | Richard Correll | Alan Eisenstock a Larry Mintz                               | 4. října 1991      | 1. května 1993    | 447001        |
| 4            | 4         | First Anniversary    | První výročí     | Richard Correll | Julia Newton                                                | 11. října 1991     | 8. května 1993    | 447003        |
| 5            | 5         | Frank & Son          | Frank a syn      | Richard Correll | Howard Adler a Robert Griffard                              | 18. října 1991     | 15. května 1993   | 447002        |
| 6            | 6         | Pulling Together     | Sbližování       | John Tracy      | Ross Brown a Joe Fisch                                      | 25. října 1991     | 22. května 1993   | 447006        |
| 7            | 7         | Yo-Yo's Wedding      | Klaun se žení    | John Tracy      | Meredith Siler                                              | 1. listopadu 1991  | 29. května 1993   | 447005        |
| 8            | 8         | Just for Kicks       | Nevlastní otec   | Larry Mintz     | Alan Eisenstock                                             | 8. listopadu 1991  | 5. června 1993    | 447009        |
| 9            | 9         | Into the Woods       | Táboření         | Richard Correll | Ross Brown                                                  | 15. listopadu 1991 | 12. června 1993   | 447008        |
| 10           | 10        | Mixed Messages       | Záznamník        | James O'Keefe   | Seth Weisbond                                               | 22. listopadu 1991 | 19. června 1993   | 447010        |
| 11           | 11        | A Day in the Life    | Den před kamerou | John Tracy      | Howard Adler a Robert Griffard                              | 29. listopadu 1991 | 26. června 1993   | 447007        |
| 12           | 12        | The New Car          | Nové auto        | John Tracy      | Julia Newton                                                | 6. prosince 1991   | 3. července 1993  | 447011        |
| 13           | 13        | Getting Organized    | Moderní doba     | John Tracy      | Howard Adler a Robert Griffard                              | 13. prosince 1991  | 10. července 1993 | 447012        |
| 14           | 14        | Home Alone           | Sami doma        | John Tracy      | John B. Collins                                             | 3. ledna 1992      | 7. srpna 1993     | 447013        |
| 15           | 15        | Drive, He Said       | Řidičák          | Richard Correll | Joe Fisch                                                   | 17. ledna 1992     | 14. srpna 1993    | 447014        |
| 16           | 16        | Bully for Mark       | Mark v nesnázích | James O'Keefe   | Diane Ayers a Susan Sebastian (námět) Julia Newton (scénář) | 7. února 1992      | 17. července 1993 | 447016        |
| 17           | 17        | The Boys in the Band | Dívčí kapela     | Richard Correll | Joe Fisch                                                   | 14. února 1992     | 21. srpna 1993    | 447018        |
| 18           | 18        | School Daze          | Touha po vědění  | Richard Correll | Meredith Siler                                              | 21. února 1992     | 28. srpna 1993    | 447015        |
| 19           | 19        | Country Club         | Pozvání do klubu | John Tracy      | Alan Eisenstock a Larry Mintz                               | 28. února 1992     | 24. července 1993 | 447019        |
| 20           | 20        | Daddy's Girl         | Dědova snoubenka | Richard Correll | Howard Adler a Robert Griffard                              | 6. března 1992     | 4. září 1993      | 447017        |
| 21           | 21        | He Wanted Wings      | Narozeniny       | John Tracy      | Joe Fisch                                                   | 27. března 1992    | 11. září 1993     | 447021        |
| 22           | 22        | Beauty Contest       | Soutěž krásy     | John Tracy      | Pamela Eells a Sally Lapiduss                               | 24. dubna 1992     | 31. července 1993 | 447020        |

### Druhá řada (1992–1993)
| Č. v seriálu | Č. v řadě | Původní název                  | Český název                | Režie           | Scénář                         | Premiéra v USA     | Premiéra v ČR      | Produkční kód |
| ------------ | --------- | ------------------------------ | -------------------------- | --------------- | ------------------------------ | ------------------ | ------------------ | ------------- |
| 23           | 1         | S.A.T. Blues                   | Přijímací zkouška          | Joel Zwick      | Matt Ember                     | 18. září 1992      | 20. listopadu 1994 | 447901        |
| 24           | 2         | To Be or Not to Be             | Být či nebýt               | Joel Zwick      | Meredith Siler                 | 25. září 1992      | 27. listopadu 1994 | 447902        |
| 25           | 3         | Stuck on You                   | Soutěž otců                | Richard Correll | Howard Adler a Robert Griffard | 2. října 1992      | 26. února 1995     | 447904        |
| 26           | 4         | J.T.'s World                   | Televizní šou              | Richard Correll | Julia Newton                   | 9. října 1992      | 4. prosince 1994   | 447903        |
| 27           | 5         | It's a Dog's Life              | Psí život                  | John Tracy      | Matt Ember                     | 16. října 1992     | 11. prosince 1994  | 447905        |
| 28           | 6         | The Boss                       | Šéfka                      | James O'Keefe   | Howard Adler a Robert Griffard | 23. října 1992     | 15. ledna 1995     | 447908        |
| 29           | 7         | Model Daughter                 | Modelka                    | Richard Correll | Chuck Tately                   | 30. října 1992     | 18. prosince 1994  | 447906        |
| 30           | 8         | Someone to Watch Over Me       | Domácí ochranka            | Jeffrey Ganz    | Bob Rosenfarb                  | 6. listopadu 1992  | 22. ledna 1995     | 447909        |
| 31           | 9         | The Making of the President    | Volba předsedy             | Richard Correll | Ernest Banks                   | 13. listopadu 1992 | 8. ledna 1995      | 447907        |
| 32           | 10        | Virgin Territory               | Cody má problémy           | Judy Pioli      | Julia Newton                   | 20. listopadu 1992 | 1. ledna 1995      | 447910        |
| 33           | 11        | Back to Basics                 | Jak ušetřit                | Judy Pioli      | Joe Fisch                      | 4. prosince 1992   | 29. ledna 1995     | 447911        |
| 34           | 12        | Boys Will Be Boys              | Kamarád z dětství          | Patrick Duffy   | Matt Ember                     | 11. prosince 1992  | 12. února 1995     | 447913        |
| 35           | 13        | If I Were a Rich Man           | Nenadálé bohatství         | Richard Correll | Julia Newton                   | 8. ledna 1993      | 26. března 1995    | 447917        |
| 36           | 14        | Happy Birthday, Baby           | Oslava narozenin           | Judy Pioli      | Meredith Siler                 | 15. ledna 1993     | 5. února 1995      | 447912        |
| 37           | 15        | One of the Guys                | Pokušení                   | Mark Linn-Baker | Richard P. Halke               | 22. ledna 1993     | 19. března 1995    | 447916        |
| 38           | 16        | No Business Like Show Business | Ve víru showbusinessů      | Richard Correll | Matt Ember                     | 5. února 1993      | 9. dubna 1995      | 447920        |
| 39           | 17        | Love, Port Washington Style    | Ať žije svatý Valentýn     | Richard Correll | Scott Spencer Gordon           | 12. února 1993     | 17. února 1995     | 447918        |
| 40           | 18        | Aloha (Part 1)                 | V tropickém ráji (1. část) | Richard Correll | Howard Adler a Robert Griffard | 19. února 1993     | 5. března 1995     | 447914        |
| 41           | 19        | Aloha (Part 2)                 | V tropickém ráji (2. část) | Richard Correll | Howard Adler a Robert Griffard | 26. února 1993     | 12. března 1995    | 447915        |
| 42           | 20        | No Way to Treat a Lady         | Jak jednat s dámou         | Richard Correll | Bob Rosenfarb                  | 12. března 1993    | 2. dubna 1995      | 447919        |
| 43           | 21        | The Un-Natural                 | Všichni za jednoho         | Patrick Duffy   | Bob Rosenfarb                  | 2. dubna 1993      | 7. května 1995     | 447923        |
| 44           | 22        | The Psychic                    | Půlnoční horor             | Joel Zwick      | Julia Newton                   | 30. dubna 1993     | 30. dubna 1995     | 447924        |
| 45           | 23        | This Old House                 | Domov v ohrožení           | Richard Correll | Howard Adler a Robert Griffard | 7. května 1993     | 23. dubna 1995     | 447922        |
| 46           | 24        | Double Date                    | Těžká volba                | Richard Correll | Meredith Siler                 | 21. května 1993    | 16. dubna 1995     | 447921        |

### Třetí řada (1993–1994)
| Č. v seriálu | Č. v řadě | Původní název                        | Český název              | Režie           | Scénář                         | Premiéra v USA     | Premiéra v ČR      | Produkční kód |
| ------------ | --------- | ------------------------------------ | ------------------------ | --------------- | ------------------------------ | ------------------ | ------------------ | ------------- |
| 47           | 1         | Way-Off Broadway                     | Romeo a Julie            | Richard Correll | Bob Rosenfarb                  | 24. září 1993      | 12. listopadu 1995 | 455453        |
| 48           | 2         | The Apartment                        | Vlastní byt              | Richard Correll | Julia Newton                   | 1. října 1993      | 29. října 1995     | 455451        |
| 49           | 3         | Never on Sunday                      | Nedělní ráno             | Richard Correll | Brian Bird a John Wierick      | 8. října 1993      | 5. listopadu 1995  | 455452        |
| 50           | 4         | Paper Chase                          | Potrestaný zloděj        | Richard Correll | Richard P. Halke               | 15. října 1993     | 19. listopadu 1995 | 455454        |
| 51           | 5         | Trading Places                       | Výměna rolí              | Patrick Duffy   | Meredith Siler                 | 22. října 1993     | 26. listopadu 1995 | 455455        |
| 52           | 6         | Video Mania                          | Náruživý hráč            | Richard Correll | Howard Adler a Robert Griffard | 29. října 1993     | 3. prosince 1995   | 455456        |
| 53           | 7         | Hog Wild                             | Podnikatelé              | James O'Keefe   | Julia Newton                   | 5. listopadu 1993  | 10. prosince 1995  | 455457        |
| 54           | 8         | Down and Out in Port Washington      | Bytový problém           | Patrick Duffy   | Maria A. Brown                 | 12. listopadu 1993 | 17. prosince 1995  | 455458        |
| 55           | 9         | The Marrying Dude                    | Svatba na spadnutí       | Richard Correll | Howard Adler a Robert Griffard | 19. listopadu 1993 | 7. ledna 1996      | 455460        |
| 56           | 10        | Sister Act                           | Sestra v akci            | Patrick Duffy   | R.J. Colleary                  | 26. listopadu 1993 | 14. ledna 1996     | 455461        |
| 57           | 11        | Christmas Story                      | Vánoční věc              | Patrick Duffy   | Brian Bird a John Wierick      | 10. prosince 1993  | 23. prosince 1995  | 455463        |
| 58           | 12        | Close Encounters of the Marital Kind | Manželská krize          | Richard Correll | Bob Rosenfarb                  | 17. prosince 1993  | 30. prosince 1995  | 455459        |
| 59           | 13        | Bad Girls                            | Parta                    | Richard Correll | Maria A. Brown                 | 7. ledna 1994      | 21. ledna 1996     | 455462        |
| 60           | 14        | Read All About It                    | Čtenářský kroužek        | Richard Correll | Howard Adler a Robert Griffard | 14. ledna 1994     | 4. února 1996      | 455465        |
| 61           | 15        | Thirteen With a Bullet               | Mužných 13 let           | Patrick Duffy   | Patrick Duffy a Bob Rosenfarb  | 28. ledna 1994     | 11. února 1996     | 455466        |
| 62           | 16        | My Bodyguard                         | Codyho předtuchy         | Patrick Duffy   | Meredith Siler                 | 4. února 1994      | 25. února 1996     | 455468        |
| 63           | 17        | Pretty Woman                         | Zrodila se hvězda        | William Bickley | Richard P. Halke               | 18. února 1994     | 18. února 1996     | 455467        |
| 64           | 18        | Nightmare Weekend                    | Děsivý víkend            | Patrick Duffy   | Maria A. Brown                 | 25. února 1994     | 3. března 1996     | 455469        |
| 65           | 19        | Birth of a Salesman                  | Obchodní talent          | Patrick Duffy   | Julia Newton                   | 11. března 1994    | 28. ledna 1996     | 455464        |
| 66           | 20        | Feeling Forty                        | Čtyřicítka               | Richard Correll | R.J. Colleary                  | 25. března 1994    | 17. března 1996    | 445471        |
| 67           | 21        | The Case of the Missing Diary        | Záhada ztraceného deníku | Richard Correll | Howard Adler a Robert Griffard | 29. dubna 1994     | 31. března 1996    | 455473        |
| 68           | 22        | Great Expectations                   | Cody dělá kariéru        | Patrick Duffy   | Brian Bird a John Wierick      | 6. května 1994     | 10. března 1996    | 455470        |
| 69           | 23        | Prom Night                           | Školní ples              | Patrick Duffy   | Julia Newton                   | 20. května 1994    | 24. března 1996    | 455472        |

### Čtvrtá řada (1994–1995)
| Č. v seriálu | Č. v řadě | Původní název                          | Český název          | Režie           | Scénář                         | Premiéra v USA     | Premiéra v ČR     | Produkční kód |
| ------------ | --------- | -------------------------------------- | -------------------- | --------------- | ------------------------------ | ------------------ | ----------------- | ------------- |
| 70           | 1         | Karate Kid                             | Karate               | Richard Correll | Bob Rosenfarb                  | 23. září 1994      | 6. dubna 1997     | 456352        |
| 71           | 2         | College Bound                          | Na univerzitě        | Richard Correll | Julia Newton                   | 30. září 1994      | 13. dubna 1997    | 456351        |
| 72           | 3         | Animal House                           | Zvěřinec             | Patrick Duffy   | Brian Bird a John Wierick      | 7. října 1994      | 20. dubna 1997    | 456355        |
| 73           | 4         | Spoiled Sport                          | Sportovní komentátor | William Bickley | Howard Adler a Robert Griffard | 14. října 1994     | 4. května 1997    | 456354        |
| 74           | 5         | Revenge of the Nerd                    | Ztráta paměti        | Patrick Duffy   | Bob Rosenfarb                  | 21. října 1994     | 11. května 1997   | 456358        |
| 75           | 6         | Something Wild                         | Rozum vs. hormony    | Richard Correll | Julia Newton                   | 28. října 1994     | 18. května 1997   | 456357        |
| 76           | 7         | Growing Up Is Hard to Do               | Což takhle miminko   | Richard Correll | Maria A. Brown                 | 4. listopadu 1994  | 28. května 1997   | 456353        |
| 77           | 8         | Beyond Therapy                         | Psychoterapie        | Richard Correll | Meredith Siler                 | 11. listopadu 1994 | 1. června 1997    | 456356        |
| 78           | 9         | The Ice Cream Man Cometh               | Nejlepší zmrzlinář   | Patrick Duffy   | Howard Adler a Robert Griffard | 18. listopadu 1994 | 8. června 1997    | 456360        |
| 79           | 10        | Letting Go                             | Alergie              | Patrick Duffy   | Larry Kase a Joel Ronkin       | 25. listopadu 1994 | 15. června 1997   | 456361        |
| 80           | 11        | Make Room for Daddy                    | Posedlost            | John Tracy      | Maria A. Brown                 | 9. prosince 1994   | 22. června 1997   | 456359        |
| 81           | 12        | I'll Be Home For Christmas             | Vánoční smíření      | Joel Zwick      | Brian Bird & John Wierick      | 16. prosince 1994  | 29. června 1997   | 456362        |
| 82           | 13        | Can't Buy Me Love                      | Lež má hezké nohy    | Patrick Duffy   | Julia Newton                   | 6. ledna 1995      | 6. července 1997  | 456364        |
| 83           | 14        | Thirtysomething                        | Věk hraje roli       | William Bickley | R.J. Colleary                  | 20. ledna 1995     | 13. července 1997 | 456363        |
| 84           | 15        | The Honeymoon Is Over                  | Líbánky skončily     | Patrick Duffy   | Maria A. Brown                 | 3. února 1995      | 20. července 1997 | 456366        |
| 85           | 16        | One Truck, Al Dente                    | Po kom ty děti jsou  | Richard Correll | Howard Adler a Robert Griffard | 10. února 1995     | 27. července 1997 | 456367        |
| 86           | 17        | Head of the Class                      | Doučování            | John Tracy      | Bob Rosenfarb                  | 17. února 1995     | 3. srpna 1997     | 456365        |
| 87           | 18        | Back to School                         | Zpátky do školy      | Richard Correll | Meredith Siler                 | 3. března 1995     | 10. srpna 1997    | 456368        |
| 88           | 19        | She Came in Through the Bedroom Window | Žárlivost            | William Bickley | Brian Bird a John Wierick      | 17. března 1995    | 17. srpna 1997    | 456370        |
| 89           | 20        | Indecent Proposal                      | Neslušný návrh       | Richard Correll | Bob Rosenfarb                  | 31. března 1995    | 24. srpna 1997    | 456371        |
| 90           | 21        | Where Have You Gone, Joe DiMaggio?     | Slabší pohlaví       | Richard Correll | Julia Newton                   | 28. dubna 1995     | 31. srpna 1997    | 456373        |
| 91           | 22        | Adventures in Babysitting              | Podnikání            | Patrick Duffy   | Brian Bird a John Wierick      | 5. května 1995     | 7. září 1997      | 456372        |
| 92           | 23        | Big Girl on Campus                     | Vypráskaný večírek   | Patrick Duffy   | Larry Kase a Joel Ronkin       | 12. května 1995    | 14. září 1997     | 456369        |
| 93           | 24        | A Foster/Lambert Production            | Už je to tady!       | John Tracy      | Howard Adler a Robert Griffard | 19. května 1995    | 21. září 1997     | 456374        |

### Pátá řada (1995–1996)
| Č. v seriálu | Č. v řadě | Původní název                          | Český název                     | Režie           | Scénář                         | Premiéra v USA     | Premiéra v ČR     | Produkční kód |
| ------------ | --------- | -------------------------------------- | ------------------------------- | --------------- | ------------------------------ | ------------------ | ----------------- | ------------- |
| 94           | 1         | Little Sister Don't Cha                | Bratrská ochrana                | Joel Zwick      | Brian Bird a John Wierick      | 22. září 1995      | 7. května 1998    | 457152        |
| 95           | 2         | Three Girls and a Baby                 | Tři chůvy                       | Joel Zwick      | Julia Newton                   | 29. září 1995      | 14. května 1998   | 457151        |
| 96           | 3         | Party Animal                           | Divoký večírek                  | Patrick Duffy   | Bob Rosenfarb                  | 13. října 1995     | 21. května 1998   | 457154        |
| 97           | 4         | Midnight Caller                        | Pomoc v nouzi                   | Patrick Duffy   | Larry Kase a Joel Ronkin       | 20. října 1995     | 28. května 1998   | 457153        |
| 98           | 5         | Maid to Order                          | Pomocnice v domácnosti          | Patrick Duffy   | Howard Adler a Robert Griffard | 27. října 1995     | 4. června 1998    | 457155        |
| 99           | 6         | Don't Ask                              | Nevěsta pro Codyho              | Joel Zwick      | Casey Maxwell Clair            | 3. listopadu 1995  | 11. června 1998   | 457156        |
| 100          | 7         | Hello, Mister Chips                    | Opičí hrátky                    | Patrick Duffy   | Bob Rosenfarb                  | 10. listopadu 1995 | 18. června 1998   | 457160        |
| 101          | 8         | Roadie                                 | Nová kariéra                    | Patrick Duffy   | Larry Kase a Joel Ronkin       | 17. listopadu 1995 | 25. června 1998   | 457161        |
| 102          | 9         | The Wall                               | Ženské hnutí                    | Patrick Duffy   | Julia Newton                   | 24. listopadu 1995 | 2. července 1998  | 457159        |
| 103          | 10        | Baby Come Back                         | Vraťte nám dítě                 | Joel Ronkin     | Cary Okmin                     | 1. prosince 1995   | 9. července 1998  | 457158        |
| 104          | 11        | The Fight Before Christmas             | Vánoční radosti                 | Joel Zwick      | Howard Adler a Robert Griffard | 15. prosince 1995  | 16. července 1998 | 457162        |
| 105          | 12        | What's Wrong with This Picture?        | Obraz                           | Joel Zwick      | Brian Bird a John Wierick      | 5. ledna 1996      | 23. července 1998 | 457163        |
| 106          | 13        | Beautiful Ladies of Wrestling          | Nerovný boj                     | Patrick Duffy   | Casey Maxwell Clair            | 12. ledna 1996     | 30. července 1998 | 457164        |
| 107          | 14        | Torn Between Two Mothers               | Mezi dvěma ohni                 | Joel Zwick      | Howard Adler a Robert Griffard | 26. ledna 1996     | 6. srpna 1998     | 457157        |
| 108          | 15        | Snow Bunnies                           | Podezření                       | Patrick Duffy   | Bob Rosenfarb                  | 2. února 1996      | 4. září 1998      | 457168        |
| 109          | 16        | Secret Admirer                         | Tajný ctitel                    | Patrick Duffy   | Julia Newton                   | 9. února 1996      | 20. srpna 1998    | 457166        |
| 110          | 17        | Forever Young                          | Mladí duchem                    | Joel Zwick      | Brian Bird a John Wierick      | 16. února 1996     | 27. srpna 1998    | 457167        |
| 111          | 18        | Guess Who's Coming to Dinner?          | Hádej, kdo přijde na večeři     | Patrick Duffy   | Cary Okmin                     | 23. února 1996     | 11. září 1998     | 457169        |
| 112          | 19        | Do the Right Thing                     | Tahák                           | Joel Zwick      | Meredith Siler                 | 8. března 1996     | 13. srpna 1998    | 457165        |
| 113          | 20        | The Bodyguard Formerly Known as Prince | Barvitý víkend                  | Patrick Duffy   | Larry Kase a Joel Ronkin       | 15. března 1996    | 18. září 1998     | 457170        |
| 114          | 21        | Major Pain                             | Nejistá kariéra                 | Patrick Duffy   | Bob Rosenfarb                  | 26. dubna 1996     | 25. září 1998     | 457171        |
| 115          | 22        | We're Going to Disney World (Part 1)   | Výlet do Disneyworldu (1. část) | Richard Correll | Brian Bird a John Wierick      | 3. května 1996     | 9. října 1998     | 457173        |
| 116          | 23        | We're Going to Disney World (Part 2)   | Výlet do Disneyworldu (2. část) | Richard Correll | Casey Maxwell Clair            | 10. května 1996    | 16. října 1998    | 457174        |
| 117          | 24        | Men at Work                            | Rovnoprávnost                   | Joel Zwick      | Scott Spencer Gordon           | 17. května 1996    | 2. října 1998     | 457172        |

### Šestá řada (1997)
| Č. v seriálu | Č. v řadě | Původní název              | Český název           | Režie           | Scénář                    | Premiéra v USA    | Premiéra v ČR      | Produkční kód |
| ------------ | --------- | -------------------------- | --------------------- | --------------- | ------------------------- | ----------------- | ------------------ | ------------- |
| 118          | 1         | Crazy Love                 | Láska si nevybírá     | Joel Zwick      | Brian Bird a John Wierick | 7. března 1997    | 30. října 1998     | 465352        |
| 119          | 2         | Road Trip                  | Na cestách            | Joel Zwick      | Casey Maxwell Clair       | 14. března 1997   | 4. prosince 1998   | 465357        |
| 120          | 3         | Sex, Lies and Videotape    | Sex, lži a video      | Joel Zwick      | Adam Markowitz            | 21. března 1997   | 13. listopadu 1998 | 465354        |
| 121          | 4         | Just Say Maybe             | Nástrahy              | Patrick Duffy   | Brian Bird a John Wierick | 28. března 1997   | 8. ledna 1999      | 465360        |
| 122          | 5         | The "L" Word               | Láska je láska        | Joel Zwick      | Shelly Landau             | 4. dubna 1997     | 15. ledna 1999     | 465361        |
| 123          | 6         | She's the One              | Strach z volného pádu | Joel Zwick      | Bob Rosenfarb             | 11. dubna 1997    | 11. prosince 1998  | 465358        |
| 124          | 7         | Independence Day           | Dámská jízda          | Joel Zwick      | Adam Markowitz            | 18. dubna 1997    | 5. února 1999      | 465365        |
| 125          | 8         | Reality Bites              | Nájemníci             | Patrick Duffy   | Jill Cagerman             | 25. dubna 1997    | 12. února 1999     | 465364        |
| 126          | 9         | Locket Man                 | Krize každého věku    | Patrick Duffy   | Cary Okmin                | 2. května 1997    | 5. března 1999     | 465368        |
| 127          | 10        | How the West Was Won       | Na divokém západě     | Richard Correll | Larry Kase a Joel Ronkin  | 9. května 1997    | 16. dubna 1999     | 465374        |
| 128          | 11        | Absolutely Fabio           | Výchovná lekce        | Joel Zwick      | Meredith Siler            | 16. května 1997   | 19. února 1999     | 465366        |
| 129          | 12        | Loose Lips                 | Svůdné rty            | Patrick Duffy   | Adam Markowitz            | 23. května 1997   | 19. března 1999    | 465370        |
| 130          | 13        | The Big Date               | Důkaz lásky           | Patrick Duffy   | Shelly Landau             | 30. května 1997   | 26. března 1999    | 465371        |
| 131          | 14        | Future Shock               | Svatba                | Patrick Duffy   | Casey Maxwell Clair       | 6. června 1997    | 12. března 1999    | 465369        |
| 132          | 15        | Show Me the Money          | Kuželky               | Patrick Duffy   | Brian Bird a John Wierick | 13. června 1997   | 2. dubna 1999      | 465372        |
| 133          | 16        | It Didn't Happen One Night | Nic se nestalo        | Joel Zwick      | Cary Okmin                | 20. června 1997   | 18. prosince 1998  | 465359        |
| 134          | 17        | Macho Man                  | Správný chlap         | Joel Zwick      | Larry Kase a Joel Ronkin  | 27. června 1997   | 22. ledna 1999     | 465362        |
| 135          | 18        | Ain't Misbehavin'          | Otázka důvěry         | William Bickley | Liz Sage                  | 4. července 1997  | 9. dubna 1999      | 465373        |
| 136          | 19        | The Facts of Life          | Životní zkušenosti    | Patrick Duffy   | Bob Rosenfarb             | 11. července 1997 | 26. února 1999     | 465367        |
| 137          | 20        | Talking Trash              | Jak s odpadem         | Joel Zwick      | Liz Sage                  | 18. července 1997 | 29. ledna 1999     | 465363        |
| 138          | 21        | Walk Like a Man            | Mužská vzpoura        | Patrick Duffy   | Liz Sage                  | 25. července 1997 | 6. listopadu 1998  | 465353        |
| 139          | 22        | Shear Madness              | Dohazovač             | Patrick Duffy   | Larry Kase a Joel Ronkin  | 1. srpna 1997     | 20. listopadu 1998 | 465355        |
| 140          | 23        | The Kissing Game           | Kde se líbat          | Patrick Duffy   | Shelly Landau             | 8. srpna 1997     | 27. listopadu 1998 | 465356        |
| 141          | 24        | Bonjour Jean-Luc           | Nový přítel           | Joel Zwick      | Ross Brown                | 15. srpna 1997    | 23. října 1998     | 465351        |

### Sedmá řada (1997–1998)
| Č. v seriálu | Č. v řadě | Původní název              | Český název          | Režie           | Scénář                         | Premiéra v USA    | Premiéra v ČR     | Produkční kód |
| ------------ | --------- | -------------------------- | -------------------- | --------------- | ------------------------------ | ----------------- | ----------------- | ------------- |
| 142          | 1         | Making the Grade           | Škola života         | Patrick Duffy   | Adam Markowitz                 | 19. září 1997     | 23. dubna 1999    | 466501        |
| 143          | 2         | A Star is Born             | Zrodila se hvězda    | Patrick Duffy   | Mindy Schneider                | 26. září 1997     | 30. dubna 1999    | 466502        |
| 144          | 3         | Your Cheatin' Heart        | Podezření            | Richard Correll | Howard Adler a Robert Griffard | 3. října 1997     | 7. května 1999    | 466503        |
| 145          | 4         | Take This Job and Shove It | Další vyhazov        | Patrick Duffy   | Brain Bird                     | 10. října 1997    | 14. května 1999   | 466504        |
| 146          | 5         | Poetic Justice             | Harašení             | Patrick Duffy   | Fred Rubin                     | 17. října 1997    | 21. května 1999   | 466505        |
| 147          | 6         | Can't Buy Me Love          | Něco za něco         | William Bickley | Robin J. Stein                 | 24. října 1997    | 28. května 1999   | 466507        |
| 148          | 7         | Dream Lover                | Ať žijí duchové      | Joel Zwick      | Adam Markowitz                 | 31. října 1997    | 4. června 1999    | 466506        |
| 149          | 8         | Girls Just Wanna Have Fun  | Proměna              | Patrick Duffy   | Mindy Schneider                | 7. listopadu 1997 | 11. června 1999   | 466508        |
| 150          | 9         | Goodbye, Mr. Chip          | Terapie              | Richard Correll | Howard Adler a Robert Griffard | 5. prosince 1997  | 18. června 1999   | 466509        |
| 151          | 10        | Too Many Santas            | Jak nepřijít o iluze | Joel Zwick      | Robin J. Stein                 | 19. prosince 1997 | 9. července 1999  | 466512        |
| 152          | 11        | Phoney Business            | Podfuk               | Joel Zwick      | Brian Bird                     | 9. ledna 1998     | 25. června 1999   | 466510        |
| 153          | 12        | Goin' to the Chapel        | Svatba na truc       | Joel Zwick      | Fred Rubin                     | 16. ledna 1998    | 2. července 1999  | 466511        |
| 154          | 13        | Feet of Clay               | Tvůrčí přístup       | Patrick Duffy   | Garrett Donovan a Neil Goldman | 23. ledna 1998    | 23. července 1999 | 466514        |
| 155          | 14        | Pain in the Class          | Úspěšný spolužák     | Patrick Duffy   | Adam Markowitz                 | 30. ledna 1998    | 30. července 1999 | 466515        |
| 156          | 15        | The Half Monty             | Striptýz             | Joel Zwick      | Liz Sage                       | 27. února 1998    | 16. července 1999 | 466513        |
| 157          | 16        | And Justice for Some       | Tahanice             | Patrick Duffy   | Shelly Landau                  | 5. června 1998    | 6. srpna 1999     | 466519        |
| 158          | 17        | The Understudy             | Záskok               | William Bickley | Larry Kase a Joel Ronkin       | 12. června 1998   | 13. srpna 1999    | 466517        |
| 159          | 18        | We're in the Money         | I peněz moc škodí    | Richard Correll | Brian Bird                     | 19. června 1998   | 20. srpna 1999    | 466516        |
| 160          | 19        | Movin' On Up               | Stěhování            | Steve Witting   | Meredith Siler                 | 26. června 1998   | 27. srpna 1999    | 466518        |